# Кудринецька сільська рада
Кудрине́цька сільська́ ра́да — адміністративно-територіальна одиниця та орган місцевого самоврядування в Борщівському районі Тернопільської області. Адміністративний центр — село Кудринці.

## Загальні відомості
- Територія ради: 5,516 км²
- Населення ради: 2 163 особи (станом на 2001 рік)
- Територією ради протікає річка Збруч

## Населені пункти
Сільській раді були підпорядковані населені пункти:
- с. Кудринці
- с. Михайлівка

## Населення
Згідно з переписом УРСР 1989 року чисельність наявного населення сільської ради становила 3750 осіб, з яких 1657 чоловіків та 2093 жінки.
За переписом населення України 2001 року в сільській раді мешкали 2142 особи.

### Мова
Розподіл населення за рідною мовою за даними перепису 2001 року:
| Мова       | Відсоток |
| ---------- | -------- |
| українська | 99,72 %  |
| російська  | 0,18 %   |
| білоруська | 0,05 %   |

## Склад ради
Рада складалася з 20 депутатів та голови.
- Голова ради:
- Секретар ради: Марчук Надія Степанівна

### Керівний склад попередніх скликань
| Прізвище, ім'я, по батькові | Основні відомості                                    | Дата обрання | Дата звільнення |
| --------------------------- | ---------------------------------------------------- | ------------ | --------------- |
| Чорний Володимир Іванович   | Сільський голова, 1973 року народження, безпартійний | 26.03.2006   | 31.10.2010      |

Примітка: таблиця складена за даними сайту Верховної Ради України

### Депутати
За результатами місцевих виборів 2010 року депутатами ради стали:

#### За суб'єктами висування
| Суб'єкт висування | Кількість обраних депутатів | %    |
| ----------------- | --------------------------- | ---- |
| Самовисування     | 15                          | 93,8 |
| Народна партія    | 1                           | 6,3  |

#### За округами
| № округу       | Прізвище, ім'я, по батькові     | Дата визнання обраним | Освіта             | Партійна приналежність | Відомості про обраного депутата                               |
| -------------- | ------------------------------- | --------------------- | ------------------ | ---------------------- | ------------------------------------------------------------- |
| Народна Партія |                                 |                       |                    |                        |                                                               |
| 12             | Федаш Іван Миколайович          | 03.11.2010            | вища               | позапартійний          | Подільський державний аграрно-технічний університет, аспірант |
| Самовисування  |                                 |                       |                    |                        |                                                               |
| 1              | Гаврилюк Василь Іванович        | 03.11.2010            | середня            | позапартійний          | С.Кудринці, підприємець                                       |
| 2              | Ситник Марія Іванівна           | 03.11.2010            | середня спеціальна | позапартійна           | Кудринецька Сільська рада, землевпорядник                     |
| 3              | Кремпович Степанія Степанівна   | 03.11.2010            | середня            | позапартійна           | С.Кудринці ТОВ Аква-Віта, повар                               |
| 4              | Буратинський Михайло Степанович | 03.11.2010            | середня спеціальна | позапартійний          | Лікарська амбулаторія, фельдшер                               |
| 5              | Владико Іван Васильович         | 03.11.2010            | середня            | позапартійний          | С.Кудринці ТОВ Аква-Віта, зав.током                           |
| 6              | Клим Андрій Михайлович          | 03.11.2010            | середня спеціальна | позапартійний          | тимчасово не працює                                           |
| 7              | Атаманюк Василь Іванович        | 03.11.2010            | середня            | позапартійний          | Лікарська амбулаторія, шофер                                  |
| 8              | Сенатова Надія Дмитрівна        | 03.11.2010            | середня спеціальна | позапартійна           | безробітна, Інв.3групи                                        |
| 9              | Мукомела Степан Михалович       | 03.11.2010            | вища               | позапартійний          | Завод Гіпсовик Кам'янець-Подільського р-ну, фельшер           |
| 10             | Киящук Степан Васильович        | 03.11.2010            | вища               | позапартійний          | Кудринецька школа, вчитель                                    |
| 11             | Марчук Надія Степанівна         | 03.11.2010            | середня спеціальна | позапартійна           | Кудринецька Сільська рада, секретар                           |
| 13             | Стадничук Мирослав Миколайович  | 03.11.2010            | середня            | позапартійний          | тимчасово не працює                                           |
| 14             | Кричківська Іванна Василівна    | 03.11.2010            | вища               | позапартійна           | Кудринецька сільська рада, нач.військового обліку             |
| 15             | Бойко Степан Богданович         | 03.11.2010            | середня            | позапартійний          | тимчасово не працює                                           |
| 16             | Федаш Михайло Васильович        | 03.11.2010            | середня            | позапартійний          | пенсіонер                                                     |